# Caleb Powers
Caleb Powers, född 1 februari 1869 i Whitley County i Kentucky, död 25 juli 1932 i Baltimore i Maryland, var en amerikansk politiker (republikan). Han var ledamot av USA:s representanthus 1911–1919.
Powers befanns skyldig till medverkan till mordet på Kentuckys guvernör William Goebel år 1900. Efter åtta år i fängelse benådades han av guvernör Augustus E. Willson. Under tiden i fängelset skrev Powers boken My Own Story som utkom 1905.
Powers efterträdde 1911 Don C. Edwards som kongressledamot och efterträddes 1919 av John M. Robsion.